# Immersive Simulation
Immersive Simulation (englisch immersive sim) ist ein Begriff innerhalb des Game-Designs, um Computerspiele zu beschreiben, die dem Spieler viel Handlungsfreiheit geben und ihn auch die Hintergrundgeschichte mitbestimmen lassen. Die Umgebung bestimmt, wie Herausforderungen gemeistert werden, wobei diese nicht starren Pfaden folgt. Entscheidend ist die Immersion des Spielers, das „Eintauchen“ in die virtuelle Welt. Derartige Spiele geben dem Spieler im Rahmen des Spielsystems möglichst große Freiheiten und durch vorhandene Spielmechaniken die Option, sein Ziel auf verschiedenen Wegen zu erreichen, wobei das Spielsystem auf die Aktionen des Spielers reagiert.
Teils wird die immersive Simulation als eigenes Computerspielgenre beschrieben, das auch nur relativ wenige Titel umfasst. Demgegenüber kann es auch als Verzahnung verschiedener Genres wie Rollenspiel und Action-Adventure verstanden werden. Typisch ist das weitgehende Fehlen von Zwischensequenzen oder anderen Elementen, die die Spielerperspektive brechen würden. Das Gameplay steht stärker im Vordergrund als die Inszenierung. Die Level sind oft detailliert und realistisch.
Großen Einfluss auf die Entwicklung der immersiven Simulation hatten die Spiele von Looking Glass Studios. Als Begründer gelten Warren Spector, Paul Neurath und Doug Church.
Der Begriff immersive simulation wurde von Warren Spector im Jahr 2000 selbst benutzt, als er das Spiel Deus Ex als „part immersive simulation, part role-playing game, part first-person shooter, part adventure game“ bezeichnete. Im Designdokument von Deus Ex wird von den Entwicklern der Ansatz betont, der heute als Markenzeichen des Genre gilt. So soll der Spieler im Rahmen der Simulation große Freiheit genießen und verschiedene Optionen haben, um Probleme auf unterschiedliche Arten zu lösen: „The key to role-playing is giving players the freedom to act as they see fit ... And a deep world simulation that allows them to solve problems in a variety of ways is the best way to do this.“
Raphaël Colantonio, der Gründer von Arkane Studios, die ebenfalls bekannt für ihre immersiven Simulationen sind, definierte das Genre wie folgt: „Immersive Simulationen sollten Entscheidungen ermöglichen, während die Geschichte den Spielern ein Gefühl der Autorschaft vermitteln muss. Simulation ist ebenfalls sehr wichtig, so anstatt alles zu skripten und zu orchestrieren, bieten diese Spiele eher einen Rahmen von Möglichkeiten, die durch Tools, KI und Story-Elemente zum Leben erweckt werden. Es muss immer mehrere Lösungen geben, auch solche, die der Spieler selbst entwickeln könnte. So kann der Spieler das Spiel im Grunde mit den verfügbaren Tools betrügen.“

## Beispiele
- 1992: Ultima Underworld: The Stygian Abyss
- 1994: System Shock
- 1998: Dark Project: Der Meisterdieb
- 1999: System Shock 2
- 2000: Deus Ex
- 2002: Arx Fatalis
- 2004: Vampire: The Masquerade – Bloodlines
- 2012: Dishonored
- 2017: Prey
- 2023: System Shock (2023)